# Rhacochilus toxotes
Rhacochilus toxotes és una espècie de peix pertanyent a la família dels embiotòcids.

## Descripció
- Pot arribar a fer 47 cm de llargària màxima.[5][6]

## Hàbitat
És un peix marí, demersal i de clima subtropical que viu fins als 46 m de fondària.

## Distribució geogràfica
Es troba al Pacífic oriental: des del comtat de Mendocino (el nord de Califòrnia, els Estats Units) fins a les costes centrals de la Baixa Califòrnia (Mèxic), incloent-hi l'illa de Guadalupe.

## Observacions
És inofensiu per als humans.